# Blechnopteris australis
Blechnopteris australis là một loài dương xỉ trong họ Blechnaceae. Loài này được Trevis. mô tả khoa học đầu tiên năm 1851.
Danh pháp khoa học của loài này chưa được làm sáng tỏ. 